# El Dorados internationella flygplats

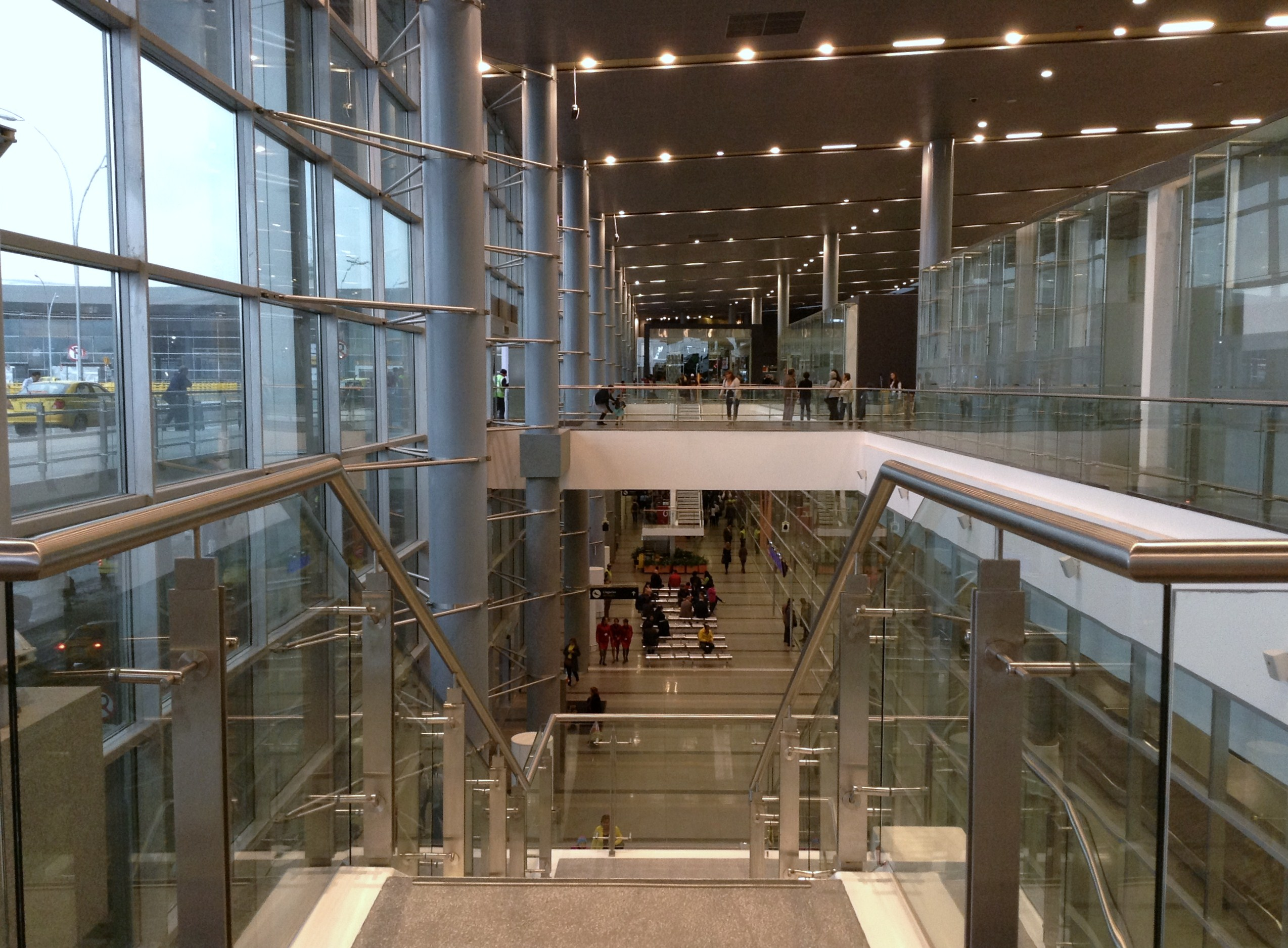
El Dorados internationella flygplats, Bogotá

El Dorados internationella flygplats (IATA: BOG, ICAO: SKBO) (spanska: Aeropuerto Internacional El Dorado) är en internationell flygplats belägen nära Bogotá, Colombia. Flygplatsen är bland de 50 mest trafikerade flygplatserna i världen.
Den är den största flygplatsen i Colombia och flygbolaget Avianca har sin huvudsakliga hubb på flygplatsen. Flygplatsen är uppkallad efter den mytiska platsen Eldorado.